# Fauna Belgii
Fauna Belgii – ogół taksonów zwierząt, których występowanie stwierdzono na terytorium Belgii.
Stwierdzono występowanie na terenie Belgii ponad 36 tysięcy gatunków organizmów, z których około ⅔ stanowią zwierzęta. Większość wykazanych z Belgii gatunków stanowią owady – stwierdzono ich tam ponad 17 tysięcy, w tym po około 4500 chrząszczy i muchówek. Szacuje się, że spośród gatunków rodzimych około ⅓ jest rzadkich, zagrożonych wymarciem lub już regionalnie wymarłych.

## Gąbki(Porifera)

### Gąbki wapienne(Calcarea)

#### Clathrinida
W Belgii stwierdzono:
rodzina: Clathrinidae
- Clathrina coriacea

#### Leucosolenida
W Belgii stwierdzono:
rodzina: Grantiidae
- Grantia compressa

rodzina: Leucosoleniidae
- Leucosolenia complicata
- Leucosolenia variabilis

rodzina: Sycettidae
- Sycon cillatum

### Gąbki pospolite(Desmospongiae)

#### Dictyoceratida
W Belgii stwierdzono:
rodzina: Dysideidae
- Dysidea fragilis

#### Hadromerida
W Belgii stwierdzono:
rodzina: Clionaidae
- Cliona celata – wiertka złotawa
- Cliona lobata
- Pione vastifica

rodzina: Polymastiidae
- Polymastia penicillus

rodzina: Suberitidae
- Suberites ficus
- Terpios gelatinosa

rodzina: Tethyidae
- Tethya citrina

rodzina: Timeidae
- Timea hallezi

#### Halichondrida
W Belgii stwierdzono:
rodzina: Dictyonellidae
- Tethyspira spinosa

rodzina: powłócznicowate (Halichondriidae)
- Ciocalypta penicillus
- Halichondria bowerbanki
- Halichondria panicea
- Hymeniacidon perlevis

#### Halisarcida
W Belgii stwierdzono:
rodzina: Halisarcidae
- Halisarca dujardini

#### Haplosclerida
W Belgii stwierdzono:
rodzina: Chalinidae
- Haliclona oculata
- Haliclona cinerea
- Haliclona rosea
- Haliclona viscosa
- Haliclona xena

#### Poecilosclerida
W Belgii stwierdzono:
rodzina: Esperiopsidae
- Amphilectus fucorum
- Ulosa stuposa

rodzina: Hymedesmiidae
- Hymedesmia (Stylopus) coriacea
- Phorbas plumosus

rodzina: Microcionidae
- Clathria armata

rodzina: Mycalidae
- Mycale (Carmia) macilenta

rodzina: Myxillidae
- Myxilla rosacea

rodzina: Raspailiidae
- Raspailia ramosa
- Raspailia virgultosa

## Parzydełkowce(Cnidaria)

### Koralowce(Anthozoa)

#### Ukwiały(Actiniaria)
W Belgii stwierdzono:
rodzina: Actiniidae
- Actinia candida
- Actinia equina – ukwiał koński
- Urticina felina – ukwiał tęgoczułki

rodzina: Actinostolidae
- Stomphia coccinea

rodzina: Diadumenidae
- Diadumene cincta
- Diadumene lineata

rodzina: Edwardsiidae
- Edwardsia timida

rodzina: Hormathiidae
- Calliactis parasitica
- Hormathia digitata

rodzina: Metridiidae
- Metridium senile

rodzina: Sagartiidae
- Actinothoe sphyrodeta
- Cereus pedunculatus
- Sagartia elegans
- Sagartia troglodytes
- Sagartiogeton laceratus
- Sagartiogeton undatus

#### Alcyonacea
W Belgii stwierdzono:
rodzina: Alcyoniidae
- Alcyonium digitatum

#### Ceriantharia
W Belgii stwierdzono:
rodzina: Cerianthidae
- Cerianthus lloydii

#### Korale mandreporowe(Scleractinia)
W Belgii stwierdzono:
rodzina: Dendrophylliidae
- Balanophyllia regia

### Stułbiopławy(Hydrozoa)

#### Anthoathecata
W Belgii stwierdzono:
rodzina: Bougainvilliidae
- Bougainvillia muscus
- Nemopsis bachei

rodzina: Corynidae
- Sarsia tubulosa

rodzina: Margelopsidae
- Margelopsis haeckeli

rodzina: Porpitidae
- Velella velella

rodzina: Rathkeidae
- Rathkea octopunctata

rodzina: Tubulariidae
- Ectopleura dumortierii
- Ectopleura larynx
- Tubularia indivisa

rodzina: Zancleidae
- Zanclea implexa

#### Leptothecata
W Belgii stwierdzono:
rodzina: Aequoreidae
- Aequorea forskalea
- Aequorea vitrina

rodzina: Aglaopheniidae
- Aglaophenia pluma

rodzina: Campanulariidae
- Clytia hemisphaerica
- Gonothyraea loveni
- Obelia bidentata
- Obelia dichotoma
- Obelia geniculata
- Obelia longissima

rodzina: Eirenidae
- Eutonina indicans

rodzina: Lovenellidae
- Eucheilota maculata

rodzina: Melicertidae
- Melicertum octocostatum

rodzina: Sertulariidae
- Abietinaria abietina
- Sertularella rugosa
- Sertularia cupressina

### Krążkopławy(Scyphozoa)

#### Rhizostomeae
W Belgii stwierdzono jeden gatunek:
rodzina: Rhizostomatidae
- Rhizostoma pulmo

#### Semaeostomeae
W Belgii stwierdzono:
rodzina: Cyaneidae
- Cyanea capillata – bełtwa festonowa
- Cyanea lamarckii

rodzina: Pelagiidae
- Chrysaora hysoscella
- Pelagia noctiluca – pelagia świecąca

rodzina: Ulmaridae
- Aurelia aurita – chełbia modra

## Nemertodermatida
W Belgii stwierdzono:
rodzina: Ascopariidae
- Flagellophora apelti

rodzina: Nemertodermatidae
- Nemertinoides elongatus
- Sterreria psammicola

## Brzuchorzęski(Gastrotricha)
W Belgii stwierdzono co najmniej 20 rodzajów z 8 rodzin.

## Płazińce(Platyhelminthes)

### Przywry monogeniczne(Monogenea)

#### Monopisthocotylea
W Belgii stwierdzono:
rodzina: Gyrodactylidae
- Gyrodactylus ostendicus

### Przywry właściwe(Trematoda)

#### Plagiorchiida
W Belgii stwierdzono m.in.:
rodzina: Hemiuridae
- Hemiurus ocreata

rodzina: Monorchiidae
- Asymphylodora demeli

## Nicienie(Nematoda)
W Belgii stwierdzono przedstawicieli co najmniej 49 rodzin z 10 rzędów.

## Niesporczaki(Tardigrada)
W Belgii stwierdzono:
- Echiniscoides sigismundi
- Echiniscus merokensis
- Echiniscus quadrispinosus
- Echiniscus testudo
- Echiniscus trisetosus
- Hypsibius convergens
- Hypsibius dujardini
- Hypsibius oberhduseri
- Hypsibius prosostomus
- Hypsibius scoticus
- Hypsibius spitzbergensis
- Hypsibius tuberculatus
- Macrobiotus hufelandii
- Macrobiotus macronyx
- Macrobiotus richtersi
- Milnesium tardigradum
- Pseudechiniscus suillus

## Stawonogi(Arthropoda)

### Szczękoczułkopodobne(Cheliceromorpha)

#### Kikutnice(Pycnogonida)
W Belgii stwierdzono:
rodzina: Ammotheidae
- Achelia echinata
- Achelia laevis
- Ammothella longipes

rodzina: Callipallenidae
- Callipallene brevirostris
- Callipallene emaciata

rodzina: Endeidae
- Endeis spinosa

rodzina: Nymphonidae
- Nymphon brevirostre – kikutnica czerwona
- Nymphon gracile
- Nymphon hirtum
- Nymphon leptocheles
- Nymphon subtile

rodzina: Phoxichilidiidae
- Anoplodactylus petiolatus
- Anoplodactylus pygmaeus
- Anoplodactylus virescens
- Phoxichilidium femoratum

rodzina: Pycnogonidae
- Pycnogonum litorale

#### Pajęczaki(Arachnida)
W Belgii stwierdzono setki gatunków.

### Wije(Myriapoda)
W Belgii stwierdzono przedstawicieli trzech gromad.

### Skorupiaki(Crustacea)
W Belgii stwierdzono setki gatunków.

#### Skrzelonogi
W Belgii stwierdzono co najmniej trzy gatunki z rzędu Diplostraca:
- rodzina: Bosminidae
  - Bosmina longirostris
- rodzina: Chydoridae
  - Chydorus sphaericus
- rodzina: Podonidae
  - Podon leuckartii

#### Widłonogi(Copepoda)
W Belgii stwierdzono co najmniej dwie setki gatunków.

### Sześcionogi(Hexapoda)

#### Widłogonki(Diplura)
W Belgii stwierdzono m.in.:
rodzina: Campodeidae
- Litocampa hubarti

#### Owady(Insecta)
W Belgii stwierdzono ponad 17 tysięcy gatunków

## Kielichowate(Entoprocta)

### Coloniales
W Belgii stwierdzono jeden gatunek:
rodzina: Barentsiidae
- Barentsia gracilis

## Wstężnice(Nemertina)

### Anopla
W Belgii stwierdzono:
rodzina: Cerebratulidae
- Cerebratulus marginatus
- Oxypolia beaumontiana

rodzina: Lineidae
- Lineus bilineatus
- Lineus gesserensis
- Lineus ruber

rodzina: Oerstediidae
- Oerstedia dorsalis

rodzina: Tubulanidae
- Tubulanus annulatus
- Tubulanus polymorphus

rodzina: Valenciniidae
- Baseodiscus delineatus
- Poliopsis lacazei

## Pierścienice(Annelida)

### Wieloszczety(Polychaeta)
W Belgii stwierdzono przedstawicieli co najmniej 41 rodzin.

### Skąposzczety(Oligochaeta)

#### Enchytraeida
W Belgii stwierdzono:
rodzina: Enchytraeidae
- Achaeta littoralis
- Grania postclitellochaeta

#### Haplotaxida
W Belgii stwierdzono:
rodzina: Tubificidae
- Amphichaeta sannio
- Clitellio arenarius
- Heterochaeta costata
- Paranais litoralis
- Thalassodrilus klarae
- Tubificoides benedii
- Tubificoides brownae
- Tubificoides diazi
- Tubificoides heterochaetus

### Pijawki(Hirundinea)

#### Arhynchobdellida
W Belgii stwierdzono:
rodzina: Erpobdellidae
- Dina lineata
- Erpobdella nigricollis
- Erpobdella octoculata
- Erpobdella testacea
- Trocheta bykowskii

rodzina: pijawkowate (Hirudinidae)
- Haemopis sanguisuga – pijawka końska
- Hirudo medicinalis – pijawka lekarska

#### Rhynchobdellida
W Belgii stwierdzono m.in.:
rodzina: Glossiphoniidae
- Batracobdella paludosa
- Glossiphonia complanata
- Glossiphonia heteroclita
- Haementeria costata
- Helobdella stagnalis
- Hemiclepsis marginata
- Theromyzon tessulatum

rodzina: Piscicolidae
- Cystobranchus respirans
- Hemibdella soleae
- Piscicola geometra
- Platybdella anarrhichae
- Pontobdella muricata
- Pontobdella vosmaeri

## Sikwiaki(Sipuncula)

### Sipunculidea

#### Golfingiida
W Belgii stwierdzono:
- Golfingia (Golfingia) vulgaris vulgaris
- Phascolion (Phascolion) strombus

## Mięczaki(Mollusca)

### Chitony(Polyplacophora)

#### Lepidopleurida
W Belgii stwierdzono:
rodzina: Leptochitonidae
- Leptochiton asellus

### Ślimaki(Gastropoda)
W Belgii stwierdzono przedstawicieli co najmniej 11 rzędów.

### Małże(Bivalvia)
W Belgii stwierdzono przedstawicieli co najmniej 11 rzędów.

### Głowonogi(Cephalopoda)

#### Ośmiornice(Octopoda)
W Belgii stwierdzono:
rodzina: ośmiornicowate (Octopodidae)
- Eledone cirrosa
- Octopus vulgaris – ośmiornica zwyczajna

#### Sepiida
W Belgii stwierdzono:
rodzina: mątwowate (Sepiidae)
- Sepia officinalis – mątwa zwyczajna

#### Sepioidea
W Belgii stwierdzono:
rodzina: Sepiolidae
- Sepietta oweniana
- Sepiola atlantica

#### Teuthida
W Belgii stwierdzono:
rodzina: kalmarowate (Loliginidae)
- Alloteuthis subulata
- Loligo forbesi
- Loligo vulgaris

rodzina: strzalikowate (Ommastrephidae)
- Illex coindeti
- Ommatostrephes sagittatus
- Sthenoteuthis bartrami
- Todaropsis eblanae

## Mszywioły(Bryozoa)
W Belgii stwierdzono przedstawicieli 55 rodzin z 3 rzędów.

## Kryzelnice(Phoronida)
W Belgii stwierdzono jeden gatunek:
- Phoronis pallida

## Szczecioszczękie(Chaetognatha)

### Sagittoidea

#### Aphragmophora
W Belgii stwierdzono jeden gatunek:
rodzina: Sagittidae
- Parasagitta setosa – strzałka mała

## Szkarłupnie(Echinodermata)

### Rozgwiazdy(Asteroidea)

#### Forcipulatida
W Belgii stwierdzono:
rodzina: Asteriidae
- Asterias amurensis
- Asterias rubens – rozgwiazda czerwona

#### Paxillosida
W Belgii stwierdzono:
rodzina: Astropectinidae
- Astropecten irregularis
- Astropecten jonstoni

#### Valvatida
W Belgii stwierdzono:
rodzina: Pseudarchasteridae
- Pseudarchaster gracilis

#### Velatida
W Belgii stwierdzono:
rodzina: Solasteridae
- Crossaster papposus

### Jeżowce(Echinoidea)

#### Clypeasteroida
W Belgii stwierdzono:
rodzina: Fibulariidae
- Echinocyamus pusillus

#### Echinoida
W Belgii stwierdzono:
rodzina: Echinidae
- Echinus esculentus – jeżowiec jadalny
- Psammechinus miliaris – jeżak brzegowy

#### Spatangoida
W Belgii stwierdzono:
rodzina: Loveniidae
- Echinocardium cordatum

rodzina: Spatangidae
- Spatangus purpureus

### Strzykwy(Holothuroidea)

#### Apodida
W Belgii stwierdzono:
rodzina: Synaptidae
- Leptosynapta minuta

#### Dendrochirotida
W Belgii stwierdzono:
rodzina: Cucumariidae
- Aslia lefevrei
- Cucumaria frondosa
- Ocnus lacteus
- Ocnus planci
- Thyone fusus

rodzina: Phyllophoridae
- Neopentadactyla mixta

### Wężowidła(Ophiuroidea)

#### Ophiurida
W Belgii stwierdzono:
rodzina: Amphiuridae
- Acrocnida brachiata
- Amphipholis squamata
- Amphiura chiajei
- Amphiura filiformis

rodzina: Ophiotrichidae
- Ophiothrix fragilis

rodzina: Ophiuridae
- Ophiocten affinis
- Ophiura albida – wężowidło białe
- Ophiura ophiura
- Ophiura robusta

## Strunowce(Chordata)

### Bezczaszkowce(Cephalochordata)

#### Amphioxiformes
W Belgii stwierdzono jeden gatunek:
rodzina: Branchiostomidae
- Branchiostoma lanceolatum – szparoskrzelec lancetowaty

### Osłonice(Tunicata)

#### Żachwy (Ascidiacea)
W Belgii stwierdzono:
rodzina: Ascidiidae
- Ascidiella aspersa
- Ascidiella scabra

rodzina: Cionidae
- Ciona intestinalis – przejrzystka

rodzina: Clavelinidae
- Clavelina lepadiformis

rodzina: Didemnidae
- Didemnum vexillum
- Diplosoma listerianum

rodzina: Molgulidae
- Molgula manhattensis

rodzina: Polyclinidae
- Aplidium glabrum

rodzina: Styelidae
- Botrylloides violaceus
- Botryllus schlosseri
- Styela clava

### Kręgowce(Vertebrata)
W Belgii stwierdzono 449 gatunków.

#### Gady(Reptilia)
W Belgii stwierdzono:
- rząd: łuskonośne (Squamata)
  - rodzina: jaszczurkowate (Lacertidae)
    - jaszczurka zwinka (Lacerta agilis)
    - jaszczurka żyworodna (Zootoca vivipara)
    - murówka zwyczajna (Podarcis muralis)

  - rodzina: padalcowate (Anguidae)
    - padalec zwyczajny (Anguis fragilis)

  - rodzina: połozowate
    - gniewosz plamisty (Coronella austriaca)
    - zaskroniec zwyczajny (Natrix natrix)

  - żmijowate (Viperidae)
    - żmija zygzakowata (Vipera berus)
- rząd: żółwie (Testudines)
  - rodzina: batagurowate (Geomydidae)
    - Mauremys rivulata

  - rodzina: żółwie błotne (Emyidae)
    - żółw błotny (Emys orbicularis)
    - żółw ozdobny (Trachemys scripta)

  - rodzina: żółwie morskie (Cheloniidae)
    - karetta (Caretta caretta)
    - żółw jadalny (Chelonia mydas)
    - żółw szylkretowy (Eretmochelys imbricata)
    - żółw oliwkowy (Lepidochelys olivacea)
    - żółw zatokowy (Lepidochelys kempii)

  - rodzina: żółwie skórzaste (Dermochelyidae)
    - żółw skórzasty (Dermochelys coriacea)